# 畢·雷諾斯
小柏頓·雷恩·「畢」·雷諾斯（英語：Burton Leon "Burt" Reynolds, Jr.，1936年2月11日—2018年9月6日），美國演員、導演及配音員。代表作品如《追追追》（1977年）、《炮彈飛車》（1981年）、《天堂狗歷險記》（1989年）及《不羈夜》（1997年）。

## 生平

### 早年生活
小柏頓·雷恩·雷諾斯是哈莉葉·佛內特·“佛恩”（舊姓米勒〔Miller〕；1902年–1992年）與柏頓·米洛·雷諾斯（1906年–2002年）之子，擁有荷蘭、英格蘭、蘇格蘭-愛爾蘭、蘇格蘭血統，並據稱亦有切羅基人血統。在從影生涯中，雷諾斯經常表明其出生於喬治亞州威克羅斯，然於2015年說他其實是出生於密歇根州的蘭辛。雷諾斯生於1936年2月11日，其自傳中陳述蘭辛是其父受徵召入美国陆军服役後，其家人居住的地方。1946年，他們舉家遷往佛羅里達州里維埃拉海灘，他的父親在當地出任警察局長。
中學畢業後獲佛羅里達州立大學提供獎學金，加入大學的美式足球隊，司職跑衛。他本來銳意成為職業運動員，奈何因為傷患及汽車意外，被迫放棄了夢想。為了跟上學業的進度，他曾於棕櫚灘初級學院（Palm Beach Junior College）補課，當時的英語老師鼓勵他參與話劇的演出，成為了他日後在影視界發展的契機。

### 逝世
雷諾斯於2018年9月6日在佛羅里達州的一間醫院裡因心搏停止去世，享壽82歲。多年來，他一直患有心臟病。

### 延伸閱讀
- Reynolds, Burt. (1994) My Life. New York: Hyperion. ISBN 0-7868-6130-4
- Anderson, Loni. (1997) My Life in High Heels. Avon Books. ISBN 978-0-380-72854-1

## 外部連結
- 開眼電影：畢雷諾斯作品集
- 畢·雷諾斯在互联网电影资料库（IMDb）上的資料（英文）
- WorldCat 聯合目錄中畢·雷諾斯的著作或與之相關的著作
- 《查理·罗斯访谈录》上的畢·雷諾斯
- Burt Reynolds & Friends Museum
- "Show Business: Frog Prince" （页面存档备份，存于） 'Time' August 21, 1972
- "Burt Reynolds" （页面存档备份，存于） at Florida State University
- Pictures and commentary on Burt Reynolds filming the episode of Zane Grey Theatre titled Man From Everywhere on the Iverson Movie Ranch （页面存档备份，存于）
- Iverson Movie Ranch: History, vintage photos. （页面存档备份，存于）
- Burt Reynolds' promotional photo shoot for Gunsmoke in 1962 （页面存档备份，存于）